# Kahoʻolawe
Kahoʻolawe – najmniejsza spośród 8 głównych wysp archipelagu Hawaje należących do terytorium Stanów Zjednoczonych. Znajduje się 11,2 km na południowy zachód od Maui, jest niezamieszkana. Powstała z jednego wulkanu tarczowego. Najwyższe wzniesienie (Pu'u 'O Moa'ula Nui) sięga 450 m n.p.m. Wyspa znajduje się w cieniu opadowym wulkanu Haleakalā na Maui i w efekcie cechuje się ona relatywnie suchym klimatem – roczne opady nie przekraczają tu 635 mm.